# Dominique Donner
Dominique Donner (1971) es una deportista sudafricana que compitió en triatlón. Ganó seis medallas en el Campeonato Africano de Triatlón entre los años 1998 y 2005.

## Palmarés internacional
| Campeonato Africano | Campeonato Africano         | Campeonato Africano | Campeonato Africano |
| Año                 | Lugar                       | Medalla             | Prueba              |
| ------------------- | --------------------------- | ------------------- | ------------------- |
| 1998                | Swakopmund (Namibia)        | Medalla de bronce   | Individual          |
| 1999                | Troutbeck (Zimbabue)        | Medalla de bronce   | Individual          |
| 2000                | Ciudad del Cabo (Sudáfrica) | Medalla de oro      | Individual          |
| 2001                | Port Elizabeth (Sudáfrica)  | Medalla de oro      | Individual          |
| 2003                | Swakopmund (Namibia)        | Medalla de bronce   | Individual          |
| 2005                | KwaZulu-Natal (Sudáfrica)   | Medalla de bronce   | Individual          |